# Money for Nothing (Album)
Money for Nothing ist das erste Kompilationsalbum der britischen Rockband Dire Straits, das im Oktober 1988 erschien.

## Entstehung und Veröffentlichung
Money for Nothing ist nach der gleichnamigen Single benannt. Die Erstveröffentlichung erfolgte am 1. Oktober 1988 bei Vertigo Records. Das Album erschien in seiner Originalausführung als CD (Katalognummer: 836 419-2) und LP (Katalognummer: 836 419-1) mit zwölf Titeln.

## Hintergrund
Nach der Brothers in Arms Tour (April 1986) verschwand die Band plötzlich von der Bildfläche und es gab Gerüchte um eine Auflösung. Erst im Juni 1988 meldeten sich die Dire Straits für ein Konzert zum 70. Geburtstag von Nelson Mandela zurück.

## Titelliste
1. Sultans of Swing – 5:46 (von Dire Straits, 1978)
2. Down to the Waterline – 4:00 (von Dire Straits, 1978)
3. Portobello Belle (Live) – 4:33 (zuvor unveröffentlicht, 1983)
4. Twisting by the Pool (Remix) – 3:30 (von ExtendedancEPlay, 1983)
5. Tunnel of Love – 8:09 (von Making Movies, 1980)
6. Romeo and Juliet – 5:57 (von Making Movies, 1980)
7. Where Do You Think You’re Going? – 3:31 (von Communiqué, 1979)
8. Walk of Life – 4:07 (von Brothers in Arms, 1985)
9. Private Investigations – 5:48 (von Love over Gold, 1982)
10. Telegraph Road (Live, Remix) – 12:00 (von Alchemy: Dire Straits Live, 1984)
11. Money for Nothing – 4:05 (von Brothers in Arms, 1985)
12. Brothers in Arms – 4:48 (von Brothers in Arms, 1985)

## Rezensionen
„Money for Nothing winds up being a pretty good career summary. Far from perfect, though: too many album rock hits […] are missing, plus there’re two live cuts […]. Discounting these, the remainder of the compilation does hit many of the big songs […].“

## Kommerzieller Erfolg

### Chartplatzierungen
| ChartsChartplatzierungen       | Höchstplatzierung | Wochen/ Monate |
| ------------------------------ | ----------------- | -------------- |
| Deutschland (GfK)              | 2 (32 Wo.)        | 32 Wo.         |
| Österreich (Ö3)                | 3 (4 Mt.)         | 4 Mt.          |
| Schweiz (IFPI)                 | 1 (26 Wo.)        | 26 Wo.         |
| Vereinigte Staaten (Billboard) | 62 (17 Wo.)       | 17 Wo.         |
| Vereinigtes Königreich (OCC)   | 1 (70 Wo.)        | 70 Wo.         |

| ChartsJahrescharts (1989) | Platzierung |
| ------------------------- | ----------- |
| Deutschland (GfK)         | 18          |
| Österreich (Ö3)           | 28          |
| Schweiz (IFPI)            | 11          |

### Auszeichnungen für Musikverkäufe
| Land/Region                  | Auszeichnungen für Musikverkäufe (Land/Region, Auszeichnung, Verkäufe) | Verkäufe  |
| ---------------------------- | ---------------------------------------------------------------------- | --------- |
| Australien (ARIA)            | 3× Platin                                                              | 210.000   |
| Brasilien (PMB)              | Platin                                                                 | 400.000   |
| Deutschland (BVMI)           | Platin                                                                 | 700.000   |
| Finnland (IFPI)              | Gold                                                                   | 77.842    |
| Frankreich (SNEP)            | Diamant                                                                | 1.000.000 |
| Hongkong (IFPI/HKRIA)        | Platin                                                                 | 20.000    |
| Italien (FIMI)               | Platin                                                                 | 500.000   |
| Kanada (MC)                  | Platin                                                                 | 100.000   |
| Neuseeland (RMNZ)            | 8× Platin                                                              | 160.000   |
| Niederlande (NVPI)           | 3× Platin                                                              | 318.563   |
| Portugal (AFP)               | Gold                                                                   | 20.000    |
| Schweiz (IFPI)               | 3× Platin                                                              | 150.000   |
| Singapur (RIAS)              | —                                                                      | 10.000    |
| Spanien (Promusicae)         | 2× Platin                                                              | 200.000   |
| Vereinigte Staaten (RIAA)    | Platin                                                                 | 1.000.000 |
| Vereinigtes Königreich (BPI) | 4× Platin                                                              | 1.200.000 |
| Insgesamt                    | 2× Gold · 30× Platin · 1× Diamant ·                                    | 6.066.405 |

Hauptartikel: Dire Straits/Auszeichnungen für Musikverkäufe